# Comarca de Baza
Baza es una comarca española situada en la parte nororiental de la provincia de Granada. Este territorio limita al norte con Huéscar; al este con Los Vélez y el Valle del Almanzora, en Almería; al sur con Los Filabres-Tabernas, también en Almería; al oeste con Guadix y Los Montes; y al noroeste con la Sierra de Cazorla, en Jaén. Esta zona, junto con la comarca oscense, constituye el Altiplano Granadino.

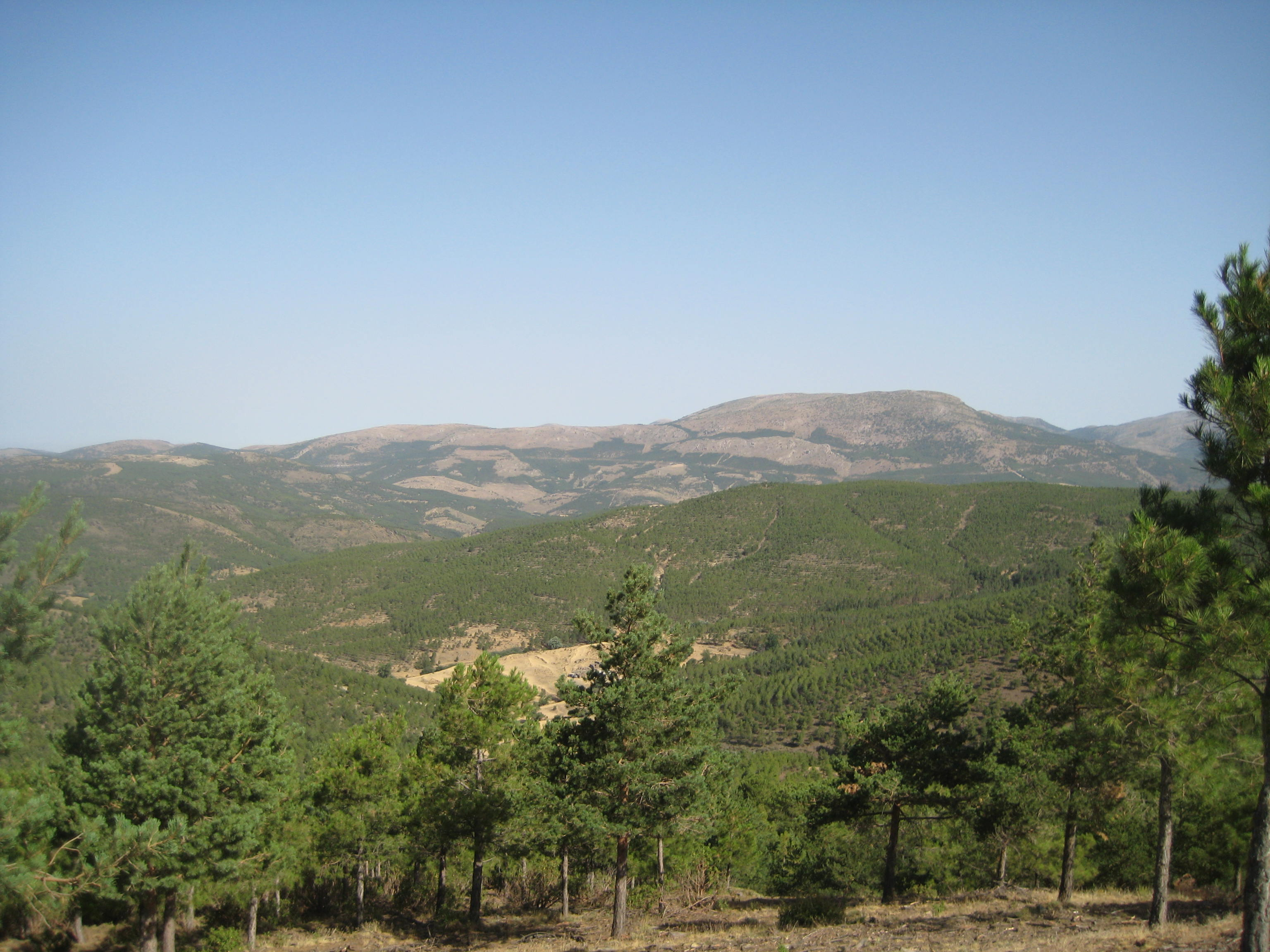
El parque natural de la Sierra de Baza, en la comarca bastetana

Está formada por ocho municipios, de los cuales el más poblado y extenso es Baza; por el contrario, el municipio con menor número de habitantes y el de menor superficie es Freila. Su capital tradicional e histórica, que da nombre a la comarca, es la ciudad de Baza.
Como el resto de las comarcas granadinas, sólo está reconocida a nivel geográfico pero no a nivel político.

## Municipios
La comarca está conformada por los siguientes municipios:
|                  | Municipio        | Superficie | Población (2023) | Densidad | Ayto. (2024) | Pedanías |
| ---------------- | ---------------- | ---------- | ---------------- | -------- | ------------ | --- |
| Baza             | Baza             | 544,95     | 20 479           | 37,76    | PP           | Baúl, Benacebada, La Jamula y Río de Baza |
| Benamaurel       | Benamaurel       | 127,78     | 2 250            | 17,61    | PSOE         | Cuevas de la Blanca, Cuevas de Luna, Cuevas del Negro, Huerta Real, Puente Arriba y San Marcos |
| Caniles          | Caniles          | 216,59     | 3 910            | 18,05    | IAG          | Balax, El Francés, Los Gallardos, La Jauca, Maclite, Las Molineras, Los Olmos, Los Pinos, Rejano y La Vega |
| Cortes de Baza   | Cortes de Baza   | 140,44     | 1 810            | 12,89    | AICB         | Campocámara, Las Cucharetas, La Ermita, Los Laneros y La Teja |
| Cuevas del Campo | Cuevas del Campo | 96,53      | 1 793            | 18,57    | PSOE         | Cañada Morteros y La Colonia |
| Cúllar           | Cúllar           | 427,33     | 3 965            | 9,28     | PSOE         | Aguaderico Segundo, Aguaderico Tercero, El Almendro, Los Azores, Barrio Nuevo, Casa Abad, Charcón Higuera, Charcón Nicolases, El Collado, El Margen, Matián, Pozo Iglesias, Pulpite, El Saúco, Tarifa, Venta del Peral, Venta Quemada y Las Vertientes |
| Freila           | Freila           | 74,45      | 894              | 12,01    | PP           | Los Lotes y Poblado del Negratín |
| Zújar            | Zújar            | 102,04     | 2 568            | 25,17    | GDZ          | Carramaiza |
|                  | TOTAL            | 1 730,11   | 37 769           | 21,83    |              | |